# آل بن حمدين (يافع)

تعديل مصدري - تعديل

ال بن حمدين هي إحدى قرى عزلة لبعوس بمديرية يافع التابعة لمحافظة لحج، بلغ تعداد سكانها 40 نسمة حسب تعداد اليمن لعام 2004.